# Битва при Диррахии (1081)
Битва при Диррахии (сейчас город Дуррес в Албании) состоялась 18 октября 1081 года между армиями Византийской империи и норманнов из Южной Италии. Ромеями командовал император Алексей I Комнин, норманнами — Роберт Гвискар. Сражение происходило недалеко от Диррахия (также известного как Дураццо) — византийской столицы Иллирии — и окончилось победой норманнов.
После завоевания Южной Италии и Сицилии норманнами византийский император Михаил VII Дука женил своего сына на дочери Роберта Гвискара. Когда Михаил был свергнут, его тесть решил напасть на Византию в 1081 году. Солдаты Гвискара начали осаду Диррахия, однако его флот был разбит венецианцами. 18 октября норманнские войска столкнулись с византийцами под командованием Комнина. Сражение началось атакой правого фланга византийцев, который смог обойти левый фланг противника и разбить его, обратив в бегство. Варяжские наёмники начали преследование отступавших, но были отделены от главных сил и убиты. Атака норманнских рыцарей на византийский центр решила исход битвы, и воинам Комнина пришлось отступить.
После этой победы, в феврале 1082 года Гвискар захватил Диррахий и продолжил наступление, овладев большей частью Македонии и Фессалии. Но из-за нападения Священной Римской империи на его союзника — Папу Римского — Роберту пришлось оставить Грецию. Командование над армией в Греции принял Боэмунд Тарентский, который одержал победу над Комнином в нескольких сражениях, но в итоге был разбит им около города Лариса. При отступлении в Италию норманны потеряли все захваченные территории, и Византия смогла начать восстановление от прошедших междоусобиц и войн.

## Предыстория
Норманны впервые оказались в Южной Италии в 1015 году, перейдя из Северной Франции на службу ломбардским лордам. Спрос на воинов был оправдан войной с Византией. Получая в качестве платы земельные наделы, норманны вскоре смогли влиять на Папу Римского. В 1054 году они разбили его войска в битве при Чивитате, что заставило признать их авторитет. В 1059 году папа Николай II признал Роберта Гвискара из династии Готвиль герцогом Апулии, Калабрии и Сицилии. Однако в то время большая часть Апулии и Калабрии была в руках византийцев, а Сицилией управляли сарацины.

Византийская империя в 1076 году (зелёным цветом отмечены владения сельджуков)

К 1071 году Роберт совместно с своим братом Рожером захватил последний оплот византийцев в Италии — Бари. К следующему году они завоевали Сицилию, тем самым прекратив существование Сицилийского эмирата. В 1073 году византийский император Михаил VII Дука предложил в качестве жениха для дочери Роберта Елены своего сына — Константина. Гвискар принял это предложение, отправив свою дочь в Константинополь.
Но в 1078 году Михаил был свергнут стратигом фемы Анатолик Никифором Вотаниатом, происходившим из династии Фок и считавшим своими предками римский патрицианский род Фабиев. Тем самым Елена была лишена прав на престол, и это дало её отцу прекрасный повод для начала военных действий. К тому же при его дворе появился самозванец, выдававший себя за свергнутого императора, хотя Михаил после свержения стал монахом. Гвискар также утверждал о плохом обращении со своей дочерью. Но восстания в Италии помешали ему осуществить задуманное.
Роберт призвал в свою армию всех трудоспособных мужчин, параллельно перестроив её. Одновременно он отправил в Константинополь посла с требованием оказать надлежащую медицинскую помощь Елене и завоевать верность доместика западных схол Алексея Комнина. Результаты работы дипломата неизвестны, но по его возвращении ко двору герцога стало известно о государственном перевороте в Византии и приходе к власти Алексея.
Вернувшийся посол сообщил своему повелителю о желании Комнина быть в дружбе с норманнами. Но Роберт не был заинтересован в новых союзниках и отправил своего сына Боэмунда Тарентского с передовым отрядом в Грецию, где тот высадился рядом с городом Аулон. Отец присоединился к нему позже.

## Прелюдия
Не довольствуясь теми воинами, которые с давних пор воевали вместе с ним и знали военное дело, он формирует новое войско, призывая на службу людей всех возрастов.Со всех концов Ломбардии и Апулии собрал он старых и малых и призывал их к воинской службе. Можно было видеть, как мальчики, юноши, старики, которые и во сне не видели оружия, облеклись тогда в доспехи, держали щиты, неумело и неуклюже натягивали тетиву лука, а когда следовало идти, валились ниц.
Норманнская флотилия из 150 кораблей, из которых 60 перевозили лошадей, отправилась к берегам Византии в конце мая 1081 года. Перевозимая армия насчитывала 30 тыс. воинов, возглавляемых 1300 норманнскими рыцарями. Корабли направились к городу Авалона; к ним присоединились несколько судов от балканской Республики Рагуза, бывшей врагом империи.
Вскоре Гвискар покинул Авалону, отплыв к острову Корфу, чей малочисленный гарнизон быстро сдался. Заняв плацдарм и расчистив путь для итальянских подкреплений, он двинулся на столицу и главный порт Иллирии — Диррахий. Город находился на длинном и узком полуострове, вытянувшемся параллельно побережью, однако разделённом болотами. Роберт привёл свою армию к полуострову, разбив лагерь за городскими стенами. Направлявшийся к Диррахию норманнский флот попал в шторм и потерял несколько судов.
Тем временем Алексей, получив информацию о готовящемся вторжении, отправил посла к венецианскому дожу Доменико Сельво. Император просил о военной помощи, предлагая в обмен торговые отношения. Дож, встревоженный норманнским контролем над Отрантским проливом, возглавил флот республики и сразу отправился в поход. В ночной битве норманны упорно контратаковали, но незнание морского дела свело их атаки на нет. Опытный венецианский флот атаковал их в боевом порядке и использовал греческий огонь, что позволило ему рассеять корабли противника и прибыть в порт Диррахия.

## Осада Диррахия

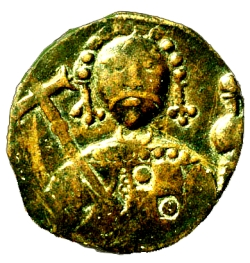
Монета Роберта Гвискара.

Вести о поражении флота не помешали Роберту начать осаду. В город императором был послан опытный военачальник Георгий Палеолог, получивший приказ удерживать крепость, пока Алексей собирал войска для снятия осады.
Тем временем византийский флот, объединившись с венецианским, снова разбил норманнов. Гарнизон крепости сдерживал завоевателей всё лето, несмотря на то, что норманны имели в своём распоряжении катапульты, баллисты и осадные башни. Осаждённые осуществляли постоянные вылазки. В одной из них Георгию пришлось целый день сражаться, будучи раненным стрелой в голову. В другой атаке византийцы уничтожили осадную башню Гвискара.
В лагере норманнов началась эпидемия; по данным Анны Комнины, болезнь унесла жизни 10 тыс. воинов, из них 500 рыцарей. Однако положение гарнизона ухудшалось из-за постоянных атак солдат Роберта. Алексей Комнин узнал об этом, когда вместе со своей армией был в Салониках.
Византийский император вывел свои войска из Салоник и расположил лагерь рядом с Диррахием 15 октября. Он созвал военный совет, где присутствовали старшие офицеры и Георгий Палеолог, которому удалось прорваться через норманнскую блокаду. Большая их часть, как и Палеолог, призывали Алексея к осторожности, так как время было на его стороне. Но базилевс высказался за немедленное нападение, рассчитывая атаковать Роберта Гвискара с тыла, когда тот будет штурмовать крепость. Алексей направил свои войска к находившимся рядом с городом холмам, планируя атаку на следующий день.

## Битва

### Поле боя
Местность была весьма неудобна для выполнения тактических построений. Подход к Диррахию был возможен лишь через мост, но Гвискар уничтожил его для обеспечения безопасности своего войска. Поле будущей битвы можно изобразить в виде треугольника, вершина которого упиралась в море, а две оставшиеся были ограничены холмистой грядой и морским побережьем, в основании которой была Диррахийская лагуна

### Состав войск
Согласно сообщению его дочери, армия императора насчитывала 20 тыс. человек; историк Джон Хэлдон предполагает, что размер армии колебался между 18 и 20 тысячами.

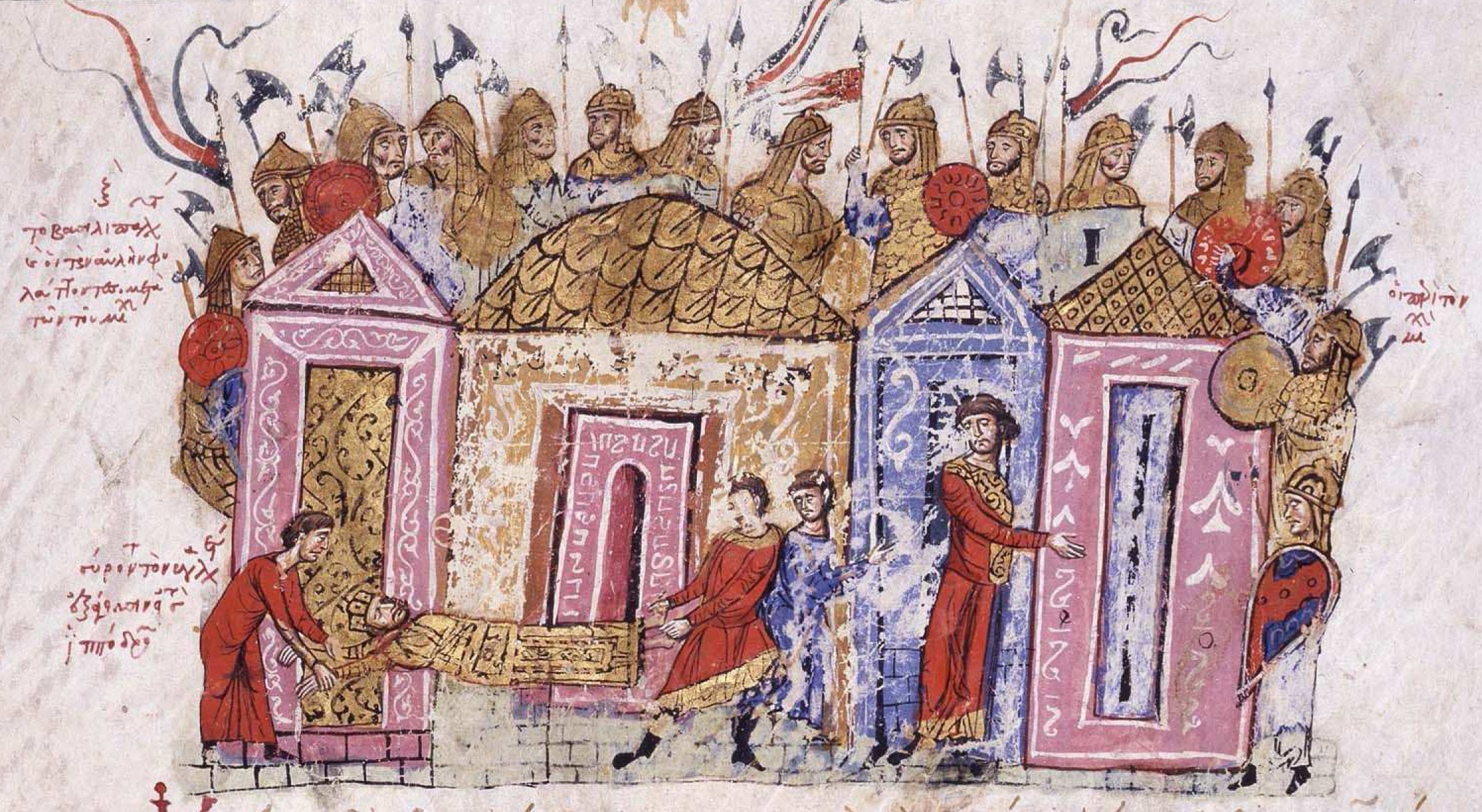
Варяжская гвардия. Миниатюра из Хроники Скилицы.

В её состав вошли: фракийская и македонская тагмы (5 тыс. человек), 1 тыс. экскувитов под командованием Константина Опоса; манихейские вооружённые формирования (2,8 тыс. человек), возглавляемые Ксантом и Кулеоном; фессалийская кавалерия под руководством Александра Кавасила, балканские призывники, армянская пехота.
Помимо этого, в состав армии Комнина вошли и иностранные отряды: 2-тысячный отряд охридских тюрок подчинялся Татикию, также были тысячные отряды франкских наёмников и варягов, последние были под командованием Намбита, и 7000 сельджукских ауксилариев из Румского султаната, а также сербский отряд Константина Бодина. Алексей также призвал тагмы из Гераклеи Понтийской и других малоазиатских фем, дав возможность мусульманам позже захватить их.
Робер Гвискар выстроил своё войско в три колонны. Справа расположились лангобардские и греческие ополченцы и всадники графа Джовинаццо — Амико. На левом фланге располагались кавалеристы и пехотинцы Боэмунда Тарентского, а в центре — люди Гвискара.

### Первоначальные манёвры
Разведчики сообщили Гвискару о прибытии Комнина, и в ночь на 17 октября его войска перешли с полуострова на материк. Как только Алексей узнал об этом, он поменял план предстоящего сражения. Комнин разделил имевшиеся войска на три подразделения: левым крылом командовал Григорий Бакуриани, правым — Никифор Мелиссин, а центром командовал сам император.
Варяги получили приказ выдвигаться впереди основной линии войск, слегка пропустив вперёд лучников. Те были обязаны начать обстрел противника до начала схватки, а затем отступить за варягов.
Когда армии сблизились, Роберт отправил вперёд бывший в центре отряд кавалерии. Он надеялся, что этот манёвр выманит варягов, однако лучники заставили всадников отступить. Правый фланг норманнов атаковал византийцев в том месте, где смогли объединиться их левый фланг и центр. Варяги вместе с элитными отрядами Комнина напали на них, и норманны начали бегство к берегу. Там их смогла остановить и сплотить жена Гвискара — Сишельгаита.

### Разгром византийцев
В этот момент, как рассказывают, бегущих увидела Гаита, жена Роберта, сопутствовавшая ему в военном походе, — вторая Паллада, хотя и не Афина. Она сурово взглянула на них и оглушительным голосом, на своем языке произнесла что-то вроде гомеровских слов: «Будьте мужами, друзья, и возвысьтесь доблестным духом». Видя, что они продолжают бежать, Гаита с длинным копьем в руке во весь опор устремилась на беглецов. Увидев это, они пришли в себя и вернулись в бой.
В это время варяги (в основном англосаксы, покинувшие родину после нормандского завоевания) начали преследовать отступавший правый фланг. Вооружённые массивными боевыми топорами, они напали на норманнских рыцарей. Варяги вскоре были отделены от византийцев и, истощённые, не могли больше оказывать сопротивления. Гвискар отправил против них копьеносцев и арбалетчиков, которые нанесли им серьёзный урон. Выжившие укрылись в церкви Святого Николая, которую норманны подожгли, обрекая противника на страшные муки.
Тем временем Георгий Палеолог осуществил вылазку из замка, но она ничем не смогла помочь. В этот момент вассал Комнина — король Дукли Константин Бодин — предал его, покинув поле боя. Его примеру последовали и присланные султаном Рума сельджуки.
Лишённый левого фланга (преследовавшего рыцарей), Алексей оставался в центре своего войска. Против него Роберт отправил тяжёлую кавалерию, сперва рассеявшую византийских стрелков, а затем разрушившую построения противника. Императорский лагерь оказался в руках норманнов
Алексей и его охрана оказывали серьёзное сопротивление, пока не решили начать отступление. В этот момент император был отделён от верной стражи норманнами, и в ходе борьбы получил ранение в лоб, от которого потерял много крови. Всё-таки Алексей смог добраться до города Охрид, где перегруппировал свою армию

## Последствия

Алексей I Комнин

Битва стала серьёзным поражением для императора Алексея Комнина. Историк Джонатан Харрис считает его «столь же серьёзным, как при Манцикерте». Император потерял 5000 воинов, включая большую часть варягов. Потери норманнов неизвестны, но Джон Халдон утверждает, что они существенны.
Георгий Палеолог не смог вернуться в город с основными силами и оставил его защиту венецианцам.
В феврале 1082 года Диррахий пал после того, как венецианец Амальфиан открыл городские ворота. Норманны продолжили наступление вглубь Северной Греции, не встречая серьёзного отпора. Находившемуся в Кастории Гвискару сообщили о том, что в Апулии, Калабрии и Кампании начались мятежи, а император Свящённой Римской империи Генрих IV напал на его союзника — римского папу Григория VII. Атака на Рим последовала после того, как Комнин передал германскому правителю 360 000 золотых и заключил с ним союз. Роберт оставил свои войска и вернулся в Италию, поручив командование Боэмунду.
Алексей, нуждавшийся в деньгах, приказал конфисковать церковное имущество. На вырученные деньги он собрал в Фессалониках новую армию. Но Боэмунд смог победить его в битвах при Арте и Янине, тем самым сохранив под своим контролем Македонию и северную Фессалию. Завоеватели двинулись на город Лариса, в то время как император возглавил новое войско, куда вошли 7000 сельджуков. В сражении византийцы смогли разгромить своих врагов. Деморализованные норманны, которым к тому же перестали платить, вернулись в Италию. Тем временем Алексей гарантировал Венеции беспошлинную торговлю, и итальянцы отвоевали для него Диррахий и Корфу. Эти победы возвратили империю к статусу кво и позволили начать её возрождение.